# Божићи (Андријевица)
Божићи је насеље у општини Андријевица у Црној Гори. Према попису из 2011. било је 186 становника.

## Демографија
У насељу Божићи живи 181 пунолетни становник, а просечна старост становништва износи 35,1 година (35,0 код мушкараца и 35,1 код жена). У насељу има 80 домаћинстава, а просечан број чланова по домаћинству је 3,13.
Ово насеље је углавном насељено Србима (према попису из 2003. године).
|  |

| Демографија | Демографија | Демографија |
| Година      | Становника  | Становника  |
| ----------- | ----------- | ----------- |
|             |             |             |
|             |             |             |
|             |             |             |
|             |             |             |
| 1948.       | 374         |             |
| 1953.       | 368         |             |
| 1961.       | 375         |             |
| 1971.       | 316         |             |
| 1981.       | 342         |             |
| 1991.       | 223         | 221         |
| 2003.       | 292         | 250         |
| 2011.       |             | 186         |

| Етнички састав према попису из 2003.‍ | Етнички састав према попису из 2003.‍ | Етнички састав према попису из 2003.‍ | Етнички састав према попису из 2003.‍ | Етнички састав према попису из 2003.‍ |
| ------------------------------------ | ------------------------------------ | ------------------------------------ | ------------------------------------ | ------------------------------------ |
|                                      |                                      |                                      |                                      |                                      |
| Срби                                 | Срби                                 |                                      | 165                                  | 66,0%                                |
| Црногорци                            | Црногорци                            |                                      | 67                                   | 26,8%                                |
| непознато                            | непознато                            |                                      | 11                                   | 4,4%                                 |

| Година пописа     | 1948. | 1953. | 1961. | 1971. | 1981. | 1991. | 2003. |
| ----------------- | ----- | ----- | ----- | ----- | ----- | ----- | ----- |
| Број домаћинстава | 84    | 85    | 87    | 64    | 63    | 58    | 90    |

| Број чланова      | 1  | 2  | 3  | 4  | 5  | 6  | 7 | 8 | 9 | 10 и више | Просек |
| ----------------- | -- | -- | -- | -- | -- | -- | - | - | - | --------- | ------ |
| Број домаћинстава | 80 | 17 | 18 | 12 | 17 | 11 | 2 | 1 | 0 | 1         | 1      |

| Пол    | Укупно | Неожењен/Неудата | Ожењен/Удата | Удовац/Удовица | Разведен/Разведена | Непознато |
| ------ | ------ | ---------------- | ------------ | -------------- | ------------------ | --------- |
| Мушки  | 95     | 37               | 51           | 5              | 1                  | 1         |
| Женски | 97     | 26               | 50           | 17             | 4                  | 0         |
| УКУПНО | 192    | 63               | 101          | 22             | 5                  | 1         |

| Пол    | Укупно                    | Пољопривреда, лов и шумарство | Рибарство                            | Вађење руде и камена | Прерађивачка индустрија       |
| ------ | ------------------------- | ----------------------------- | ------------------------------------ | -------------------- | ----------------------------- |
| Мушки  | 42                        | 2                             | 0                                    | 0                    | 10                            |
| Женски | 22                        | 0                             | 0                                    | 0                    | 4                             |
| УКУПНО | 64                        | 2                             | 0                                    | 0                    | 14                            |
| Пол    | Производња и снабдевање   | Грађевинарство                | Трговина                             | Хотели и ресторани   | Саобраћај, складиштење и везе |
| Мушки  | 3                         | 1                             | 2                                    | 4                    | 3                             |
| Женски | 1                         | 0                             | 1                                    | 4                    | 0                             |
| УКУПНО | 4                         | 1                             | 3                                    | 8                    | 3                             |
| Пол    | Финансијско посредовање   | Некретнине                    | Државна управа и одбрана             | Образовање           | Здравствени и социјални рад   |
| Мушки  | 0                         | 0                             | 13                                   | 0                    | 1                             |
| Женски | 0                         | 1                             | 3                                    | 4                    | 3                             |
| УКУПНО | 0                         | 1                             | 16                                   | 4                    | 4                             |
| Пол    | Остале услужне активности | Приватна домаћинства          | Екстериторијалне организације и тела | Непознато            | Непознато                     |
| Мушки  | 2                         | 0                             | 0                                    | 1                    | 1                             |
| Женски | 0                         | 0                             | 0                                    | 1                    | 1                             |
| УКУПНО | 2                         | 0                             | 0                                    | 2                    | 2                             |